# Giham Sukamaju
Giham Sukamaju is een bestuurslaag in het regentschap Lampung Barat van de provincie Lampung, Indonesië. Giham Sukamaju telt 4406 inwoners (volkstelling 2010).